# Vietcong 2
Vietcong 2 é um jogo eletrônico de tiro em primeira pessoa tático desenvolvido pela Pterodon e Illusion Softworks, publicado pela 2K Games para Microsoft Windows em outubro de 2005 e ambientado durante a Guerra do Vietnã. É a continuação direta do jogo Vietcong.

## Jogabilidade
A história se passa durante a Ofensiva do Tet em Hue. O jogador assume o papel do desiludido soldado americano da MACV Capitão Daniel Boone (em homenagem à Operação Daniel Boone da MACSOG). Boone faz parte de uma coalizão de forças internacionais da Austrália, Nova Zelândia e Canadá. O jogo também dá ao jogador a capacidade de lutar na guerra de outra perspectiva como um jovem recruta vietcongue lutando antes e durante a Ofensiva do Tet. Esta campanha é desbloqueada quando o jogador completa uma determinada parte da campanha americana.

## Recepção
Vietcong 2 recebeu críticas "mistas" de acordo com o site de agregação de críticas Metacritic.